# Nihongo nōryoku shiken
El Nihongo nōryoku shiken (日本語能力試験 Examen Oficial de Nivel de Lengua Japonesa?), cuya abreviación es JLPT por sus siglas en inglés (Japanese Language Proficiency Test), es un examen de fluidez y conocimientos del idioma japonés, análogo al DELE, al TOEFL y al TCF para el español, el inglés y el francés, respectivamente.
Se realiza dos veces por año, el primer domingo de julio y diciembre (el examen de julio no está disponible en todos los países). El periodo de solicitud de inscripción al examen suele ser durante marzo-abril para el examen de julio y agosto-septiembre para el examen de diciembre. El costo del mismo varía dependiendo del país y el nivel del examen a realizar.
Este examen es organizado mundialmente por la Fundación Japón y la Japan Educational Exchanges and Services (JEES) y se celebra en varios países a través de organizaciones autorizadas.

## Historia y estadísticas
El JLPT tuvo lugar por primera vez en 1984 en respuesta a la creciente demanda de una normalización de la acreditación de japonés. En un primer momento, 7,000 personas hicieron el examen. Hasta 2003, el JLPT fue uno de los requerimientos para los extranjeros que querían ingresar en universidades japonesas. Desde 2003, el Examen para la Admisión Universitaria para Alumnos Extranjeros (EJU por sus siglas en inglés), es el sistema utilizado por la mayoría de las instituciones universitarias. A diferencia del JLPT, el cual es únicamente una prueba basada en preguntas multirespuesta, el EJU contiene secciones donde se le requiere al aspirante a escribir en japonés. 
En 2004, el JLPT pudo realizarse en 40 países incluido Japón. De los 302,198 aspirantes en aquel año, un 47% (aproximadamente 140,000) fue certificado con su respectivo nivel. El número de candidatos continuó creciendo hasta alcanzar la cifra de 559,056 aspirantes en 2008, mientras que el porcentaje de candidatos certificados descendió por debajo del 36%. En 2009, cuando se introdujo un nuevo sistema revisado en el que se realizaban 2 exámenes al año en el Asia Oriental, un total de 768,114 personas realizaron el examen. En 2010 se examinaron alrededor de 610,000 personas. 

## Utilidad en Japón
- El NOKEN 1 es posible utilizarlo para certificar el nivel del idioma con el fin de entrar en el sistema de "Preferencia Migratoria Basada en la Puntuación para Extranjeros Profesionales Altamente Cualificados" anunciado por el Gobierno japonés en 2012. También es posible utilizar el Test de Nivel de Japonés para los Negocios o un grado universitario en estudios de Japón.
- El NOKEN 1 es un prerrequisito para profesionales médicos que desean examinarse para obtener una licencia médica en Japón. Y para ciertos extranjeros que quieran asistir a la escuela de enfermería en el país.
- Cualquiera que haya superado el NOKEN 1 o el NOKEN 2, tendrá la opción de entrar a estudios de bachillerato puesto que se considera que equivale al nivel requerido para graduarse de la educación secundaria.
- En ocasiones el NOKEN 1 se acepta en lugar del Examen para la Admisión en una Institución Universitaria Japonesa para aquellos extranjeros interesados en estudiar en una universidad en Japón.

## Administración
En Japón, el JLPT es administrado por el Ministerio de Educación a través del Servicio e Intercambios Educacionales Japoneses (JEES por su siglas en inglés). En el extranjero, la Japan Foundation supervisa la administración de los exámenes junto con instituciones culturales locales, o con comités especialmente establecidos para dicha labor. 

## Formato
A partir del año 2010 el examen se divide en cinco niveles desde el N1 al N5 (N por Nihongo y New), siendo N1 el más avanzado y N5 el nivel para principiantes. Cada participante puede optar a un único nivel en cada examen, y no necesariamente consecutivos, pudiendo presentarse al que cada persona crea conveniente. La modificación apunta a una aplicación más práctica del uso del idioma. Los niveles son aproximadamente similares, con la inclusión de un nuevo nivel N3 ubicado entre el antiguo 3級 y 2級 (i.e. N1, N2, N4 y N5 equivalen a los antiguos 1級, 2級, 3級 y 4級 respectivamente).
No se publicarán las especificaciones oficiales de los niveles como se hacía anteriormente, pues se desalienta el estudio a través de memorización de listas de kanji y vocabulario.
Para aprobar el examen se debe alcanzar una calificación mínima total y parcial en cada sección, a diferencia del sistema anterior donde sólo se consideraba la calificación total.
Las calificaciones requeridas todavía no han sido anunciadas.

### Secciones del examen
A partir del 2010 entra en vigencia la revisión del Nihongo nōryoku shiken.
Se mantiene la metodología del sistema anterior, con preguntas de elección múltiple sin sustracción de puntos por error. No se requiere que el examinado escriba o hable en japonés. En cada uno de los niveles, el examen se divide en tres áreas.
- 言語知識　(gengo chishiki). "Conocimiento del lenguaje". Engloba kanji, vocabulario y gramática.
- 読解　(dokkai) "Comprensión de texto".
- 聴解 (chôkai) "Comprensión auditiva".

El examen difiere según el nivel:
| Nivel | Sección (tiempo)                                         | Sección (tiempo)                                         | Sección (tiempo)              | Tiempo Total |
| ----- | -------------------------------------------------------- | -------------------------------------------------------- | ----------------------------- | ------------ |
| N1    | Conocimiento del lenguaje Comprensión de texto (110 min) | Conocimiento del lenguaje Comprensión de texto (110 min) | Comprensión auditiva (60 min) | 170 min      |
| N2    | Conocimiento del lenguaje Comprensión de texto (105 min) | Conocimiento del lenguaje Comprensión de texto (105 min) | Comprensión auditiva (50 min) | 155 min      |
| N3    | Kanji, Vocabulario (30 min)                              | Gramática, Comprensión de texto (70 min)                 | Comprensión auditiva (40 min) | 140 min      |
| N4    | Kanji, Vocabulario (30 min)                              | Gramática, Comprensión de texto (60 min)                 | Comprensión auditiva (35 min) | 125 min      |
| N5    | Kanji, Vocabulario (25 min)                              | Gramática, Comprensión de texto (50 min)                 | Comprensión auditiva (30 min) | 105 min      |

El sistema de puntos también ha sido modificado. La puntuación total máxima ha cambiado a 180 puntos, distribuidos de la siguiente manera:
| Nivel    | Área                                                                  | Rango      |
| -------- | --------------------------------------------------------------------- | ---------- |
| N1 N2 N3 | Conocimiento del lenguaje Comprensión de texto Comprensión auditiva   | 0~60       |
| N1 N2 N3 | Total                                                                 | 180        |
| N4 N5    | Conocimiento del lenguaje y Comprensión de texto Comprensión auditiva | 0~120 0~60 |
| N4 N5    | Total                                                                 | 180        |

### Horas de estudio requerido para aprobar el examen
| Nivel | Los estudiantes con conocimientos kanji (por ejemplo, los hablantes de chino o coreano) | Otros estudiantes (sin conocimiento previo kanji) |
| ----- | --------------------------------------------------------------------------------------- | ------------------------------------------------- |
| N1    | 1700~2600 horas                                                                         | 3000~4800 horas                                   |
| N2    | 1150~1800 horas                                                                         | 1600~2800 horas                                   |
| N3    | 700~1100 horas                                                                          | 950~1700 horas                                    |
| N4    | 400~700 horas                                                                           | 575~1000 horas                                    |
| N5    | 250~450 horas                                                                           | 325~600 horas                                     |

### Sistema anterior
Previo a la reforma del sistema (desde 1984 hasta 2009 inclusive) el examen consistía en 4 niveles (級 -kyuu). Cada uno de los cuatro exámenes es distinto y para aprobarlo se requiere obtener una puntuación equivalente al 60% de 400 puntos para los niveles 2 al 4, y un 70% para el nivel 1. Los requerimientos de vocabulario y kanji de cada nivel estipulados según las especificaciones oficiales son:
- Nivel elemental (4級, yonkyū, nivel 4): vocabulario de 800 palabras, 100 kanji y gramática básica. El examen dura 1 hora y 40 minutos.
- Nivel básico (3級, sankyū, nivel 3): 1500 palabras, 300 kanji y gramática básica/intermedia. El examen dura 2 horas y 20 minutos.
- Nivel intermedio (2級, nikyū, nivel 2): 6.000 palabras, 1.000 kanji y gramática avanzada. El examen dura 2 horas y 25 minutos.
- Nivel avanzado (1級, ikkyū, nivel 1): 10 000 palabras, 2000 kanji y la práctica totalidad de la gramática. El examen dura 3 horas.

El cambio se introdujo por la dificultad que encontraron los estudiantes en el nivel N3, por lo que se optó por desglosarlo en dos niveles, siendo 5 en total a partir de entonces.

## Resultados
Los resultados son anunciados en febrero del año siguiente en Japón y disponibles a principios de marzo para el resto de los países. Los resultados son enviados a los examinados a través de la institución que auspició el examen o en el centro donde aplicaron. Todos los examinados reciben un reporte con el puntaje obtenido en cada sección y los que aprueban reciben también un Certificado de Aptitud.
| Año    | Nivel | JLPT en Japón | JLPT en Japón | JLPT en Japón  | JLPT en el extranjero | JLPT en el extranjero | JLPT en el extranjero |
| Año    | Nivel | Solicitantes  | Examinados    | Aprobados (%)  | Solicitantes          | Examinados            | Aprobados (%)         |
| ------ | ----- | ------------- | ------------- | -------------- | --------------------- | --------------------- | --------------------- |
| 2007   | 1級   | 47,761        | 42,923        | 14,338 (33.4%) | 135,616               | 110,937               | 28,550 (25.7%)        |
| 2007   | 2級   | 34,782        | 31,805        | 11,884 (37.4%) | 186,226               | 152,198               | 40,975 (26.9%)        |
| 2007   | 3級   | 16,808        | 15,710        | 8,664 (55.1%)  | 143,252               | 113,526               | 53,806 (47.4%)        |
| 2007   | 4級   | 3,908         | 3,383         | 2,332 (68.9%)  | 64,127                | 53,476                | 27,767 (51.9%)        |
| 2008   | 1級   | 52,992        | 46,953        | 18,454 (39.3%) | 138,131               | 116,271               | 38,988 (33.5%)        |
| 2008   | 2級   | 41,924        | 38,040        | 16,289 (42.8%) | 187,482               | 157,142               | 58,124 (37.0%)        |
| 2008   | 3級   | 22,016        | 20,351        | 13,304 (65.4%) | 147,435               | 120,569               | 69,605 (57.7%)        |
| 2008   | 4級   | 4,524         | 3,903         | 2,765 (70.8%)  | 65,877                | 55,828                | 31,227 (55.9%)        |
| 2009-1 | 1級   | 29,274        | 26,578        | 11,738 (44.2%) | 103,349               | 87,104                | 28,230 (32.4%)        |
| 2009-1 | 2級   | 26,437        | 24,793        | 9,279 (37.4%)  | 130,753               | 110,266               | 27,543 (25.0%)        |
| 2009-2 | 1級   | 46,648        | 41,998        | 12,293 (29.3%) | 137,708               | 114,725               | 26,427 (23.0%)        |
| 2009-2 | 2級   | 36,528        | 33,807        | 12,462 (36.9%) | 176,628               | 147,328               | 41,488 (28.2%)        |
| 2009-2 | 3級   | 17,703        | 16,675        | 9,360 (56.1%)  | 131,733               | 108,867               | 51,903 (47.7%)        |
| 2009-2 | 4級   | 3,212         | 2,932         | 2,155 (73.5%)  | 61,995                | 53,041                | 29,529 (55.7%)        |
| 2010-1 | N1    | 26,225        | 23,694        | 9,651 (40.7%)  | 73,863                | 62,938                | 19,402 (30.8%)        |
| 2010-1 | N2    | 24,738        | 23,126        | 13,768 (59.5%) | 87,889                | 74,874                | 32,530 (43.4%)        |
| 2010-1 | N3    | 6,947         | 6,280         | 3,051 (48.6%)  | 42,227                | 32,100                | 12,574 (39.2%)        |
| 2010-2 | N1    | 40,041        | 36,810        | 12,774 (34.7%) | 100,689               | 87,763                | 25,781 (29.4%)        |
| 2010-2 | N2    | 27,947        | 26,020        | 11,679 (44.9%) | 106,402               | 91,996                | 30,460 (33.1%)        |
| 2010-2 | N3    | 8,363         | 7,665         | 3,501 (44.9%)  | 56,236                | 45,906                | 18,883 (41.1%)        |
| 2010-2 | N4    | 7,764         | 7,317         | 3,716 (50.8%)  | 48,613                | 41,484                | 19,235 (46.4%)        |
| 2010-2 | N5    | 2,065         | 1,870         | 1,458 (78.0%)  | 43,676                | 38,128                | 22,846 (59.9%)        |
| 2011-1 | N1    | 24,716        | 22,782        | 6,546 (28.7%)  | 89,744                | 76,991                | 20,519 (26.7%)        |
| 2011-1 | N2    | 19,203        | 17,957        | 9,057 (50.4%)  | 92,015                | 79,716                | 30,216 (37.9%)        |
| 2011-1 | N3    | 5,642         | 5,211         | 2,511 (48.2%)  | 36,841                | 29,507                | 13,230 (44.8%)        |
| 2011-1 | N4    | 3,643         | 3,358         | 1,431 (42.6%)  | 19,010                | 15,453                | 5,802 (37.5%)         |
| 2011-1 | N5    | 716           | 649           | 464 (71.5%)    | 12,346                | 10,510                | 6,108 (58.1%)         |
| 2011-2 | N1    | 36,426        | 33,460        | 11,849 (35.4%) | 100,873               | 88,514                | 27,452 (31.0%)        |
| 2011-2 | N2    | 22,875        | 21,296        | 8,695 (40.8%)  | 94,538                | 82,944                | 28,679 (34.6%)        |
| 2011-2 | N3    | 8,149         | 7,580         | 3,073 (40.5%)  | 49,917                | 41,655                | 16,576 (39.8%)        |
| 2011-2 | N4    | 7,008         | 6,596         | 3,083 (46.7%)  | 38,888                | 33,402                | 14,722 (44.1%)        |
| 2011-2 | N5    | 1,603         | 1,481         | 1,045 (70.6%)  | 33,245                | 29,159                | 16,986 (58.3%)        |
| 2012-1 | N1    | 26,051        | 24,142        | 11,074 (45.9%) | 78,905                | 69,082                | 23,789 (34.4%)        |
| 2012-1 | N2    | 20,041        | 18,843        | 9,683 (51.4%)  | 78,553                | 69,418                | 29,191 (42.1%)        |
| 2012-1 | N3    | 7,317         | 6,878         | 3,232(47.0%)   | 38,650                | 31,941                | 14,391 (45.1%)        |
| 2012-1 | N4    | 5,437         | 5,116         | 2,388 (46.7%)  | 22,431                | 18,590                | 8,489 (45.7%)         |
| 2012-1 | N5    | 1,004         | 925           | 679 (73.4%)    | 16,361                | 13,911                | 8,129 (58.4%)         |
| 2012-2 | N1    | 32,917        | 30,296        | 7,998 (26.4%)  | 86,004                | 75,250                | 17,411 (23.1%)        |
| 2012-2 | N2    | 21,139        | 19,612        | 7,919 (40.4%)  | 79,513                | 69,790                | 25,617 (36.7%)        |
| 2012-2 | N3    | 10,085        | 9,422         | 2,668(28.3%)   | 47,301                | 39,763                | 12,722 (32.0%)        |
| 2012-2 | N4    | 6,961         | 6,562         | 2,371 (36.1%)  | 36,799                | 31,620                | 11,783 (37.3%)        |
| 2012-2 | N5    | 1,416         | 1,307         | 945 (72.3%)    | 34,178                | 29,700                | 16,225 (54.6%)        |